# Joel Sánchez
Joel Sánchez (17 de agosto de 1974) é um ex-futebolista mexicano que competiu na Copa do Mundo FIFA de 1998.

## Carreira
Sanchez integrou a Seleção Mexicana de Futebol na Copa América de 1997 e 99.

## Títulos
Seleção Mexicana
- Copa das Confederações: 1999